# دونالد دبليو. ماكاي
دونالد دبليو. ماكاي هو سياسي كندي، ولد في 3 يناير 1874 في سانتا روسا في الولايات المتحدة، وتوفي في 26 يناير 1952 في ليفربول، نوفا سكوتيا ‏ في كندا. نشط حزبياً في جمعية المحافظين التقدمية لنوفا سكوشا.